# Lagidium peruanum
Espèce
Statut de conservation UICN

 LC  : Préoccupation mineure
Lagidium peruanum est une espèce de viscaches des montagnes. C'est un rongeur de haute altitude de la famille des Chinchillidae.

## Liste des sous-espèces
Selon MSW :
- sous-espèce Lagidium peruanum arequipe
- sous-espèce Lagidium peruanum inca
- sous-espèce Lagidium peruanum pallipes
- sous-espèce Lagidium peruanum peruanum
- sous-espèce Lagidium peruanum punensis
- sous-espèce Lagidium peruanum saturata
- sous-espèce Lagidium peruanum subrosea